# Општина Бањаса (Констанца)
Бањаса (рум. Bãneasa) општина је у Румунији у округу Констанца.
Oпштина се налази на надморској висини од 142 m.